# Cnemodontus
Cnemodóntus — рід жуків родини Довгоносики (Curculionidae).

## Зовнішній вигляд
- на відміну від більшості Lixinae, мають майже круглі, трохи опуклі очі[1].
- головотрубка коротка, звужена до вершини, має трикутне підвищення, короткий серединний і вузькі бічні кілі
- вусики короткі, з видовженим 1-м члеником джгутика
- передні гомілки короткі, із рядом зубців на внутрішньому боці, кігтики зрослися при основі[2]

## Спосіб життя
Не вивчений. Ймовірно, він типовий для Cleonini.

## Географічне поширення
Всі види цього роду мешкають у межах Афротропіки.

## Класифікація
Описано щонайменше 8 видів роду Cnemodontus:
- Cnemodontus ambitiosus Faust , 1904
- Cnemodontus denominandus Chevrolat, 1873
- Cnemodontus) gypsatus Chevrolat, 1873
- Cnemodontus limpidus Gyllenhal, 1834
- Cnemodontus natalensis Faust , 1904
- Cnemodontus oblongus Chevr. , 1873
- Cnemodontus pauper Faust , 1894
- Cnemodontus scrobicollis Fåhraeus , 1842